# Профсоюз разнорабочих
Профсоюз разнорабочих (General Workers' Union, GWU) — всеобщий профессиональный союз, представляющий рабочих Южной Африки.

## История
Профсоюз был основан в 1977 году по инициативе Консультативного бюро рабочих Западной провинции (англ. Western Province Workers' Advice Bureau) ЮАР. 
Первоначально профсоюз назывался «Профсоюзом разнорабочих Западной провинции» (англ. Western Province General Workers' Union), но в 1980 году расширился по всей стране, став «Профсоюзом разнорабочих». К тому моменту в нем насчитывалось 13 300 членов. В отличие от большинства южноафриканских профсоюзов, он представлял всех рабочих, независимо от этнической принадлежности, хотя подавляющее большинство из них были чернокожими. Профсоюз сосредоточился на координации независимых комитетов рабочих и решительно выступал против регистрации в правительстве Южной Африки.

## Политическая позиция
Профсоюз получил признание среди докеров Дурбана, став первым из группы профсоюзов, основанных в 1970-х годах, подписавшим соглашение о признании. Он не входил в Федерацию профсоюзов Южной Африки и обычно считался более политическим и немного более левым, чем члены федерации. Несмотря на свою политическую активность, профсоюз отказался присоединиться к какой-либо конкретной партии или движению. 

## Реструктуризация
В 1985 году профсоюз стал одним из учредителей Конгресса южноафриканских профсоюзов. В следующем году он объединился в Профсоюзом работников транспорта и разнорабочих.